# Hällsjön (Hällesjö socken, Jämtland)
Hällsjön är en sjö i Bräcke kommun i Jämtland och ingår i Ljungans huvudavrinningsområde. Sjön är 16,5 meter djup, har en yta på 1,24 kvadratkilometer och är belägen 267 meter över havet. Sjön avvattnas av vattendraget Ljungån.

## Delavrinningsområde
Hällsjön ingår i det delavrinningsområde (697795-152184) som SMHI kallar för Utloppet av Hällsjön. Medelhöjden är 321 meter över havet och ytan är 5,42 kvadratkilometer. Räknas de 56 avrinningsområdena uppströms in blir den ackumulerade arean 432,32 kvadratkilometer. Ljungån som avvattnar avrinningsområdet har biflödesordning 3, vilket innebär att vattnet flödar genom totalt 3 vattendrag innan det når havet efter 134 kilometer. Avrinningsområdet består mestadels av skog (49 procent) och öppen mark (17 procent). Avrinningsområdet har 1,2 kvadratkilometer vattenytor vilket ger det en sjöprocent på 22,1 procent.